# 험섬
험섬(Herm, 건지어: Haerme)은 영국 해협에 있는 채널 제도의 영국 직할령의 건지섬에 속하는 작은 섬이다. 건지섬의 관리하에 있는 섬이며, 올더니섬이나 사크섬과는 다르게 자치권을 가지고 있지 않다.
면적은 2 km2이고, 60여명의 주민이 거주하고 있다.

## 같이 보기
- 채널 제도
- 건지섬